# Laura Nieto Oliver
Laura Nieto Oliver (Vélez-Rubio, Almeria, 16 d'abril de 1907 - Madrid, 15 d'abril de 1989) fou una cantant lírica andalusa, una de les més reconegudes a Espanya durant la primera meitat del segle xx.

## Biografia
Va néixer al número 2 del carrer Joaquín Carrasco de Vélez-Rubio, en una família benestant d'onze germans, filla de Manuel Nieto Molina i de Laura Oliver Pérez, amants de la música i del cant líric. Va participar des de molt jove amb algunes de les seves germanes en representacions per a amics i veïns. Va descobrir els seus dots artístics en el Col·legi de la Immaculada de la seva localitat natal i posteriorment es va traslladar a Madrid on va estudiar solfeig, piano i cant, estudiant cant al Conservatori de Madrid amb la professora Luisa García Rubio. La primera referència en hemeroteques d'una actuació seva prové d'un acte a la seva localitat natal, el juliol de 1927, quan va cantar uns tangos argentins en casa d'una persona ben coneguda de la població. El seu debut professional va tenir lloc en 1929 amb l'Orquestra Filharmònica de Bartolomé Pérez Casas, en una sessió de l'Associació de Cultura Musical de Madrid a la qual Nieto va cantar la part de veu de la cantata La Nochebuena del diablo del compositor Òscar Esplà. Segons la revista mensual Atlántico, Nieto «una artista molt jove que comença ara la seva carrera, va cantar amb molt de gust les tres cançons de Rafael Alberti que porta l'obra». Mesos després es va presentar al Teatro Cómico de Madrid, interpretant cançons de diversos estils. El febrer de 1930 es repetí la interpretació de La Nochebuena del diablo, de nou amb la Orquestra Filharmònica i Bartolomé Pérez Casas com a director, fent el públic que es repetissin els números cantats. Pocs dies més tard va interpretar les Canciones playeras d'Òscar Esplà amb l'Orquestra Sinfònica de Madrid del mestre Enrique Fernàndez Arbós.
Posteriorment, en la primavera de 1930, va entrar al món de la sarsuela de la mà del compositor i director d'orquestra Jacinto Guerrero, incorporant-se a la seva companyia en una gira per Argentina i Uruguai. Un altre dels contractats va ser el conegut tenor barceloní Tino Folgar. De retorn a Madrid, l'octubre de 1930, va començar a treballar en la companyia de Pepe Romeu, contractada pel Teatre Circ Price de Madrid, de la qual l'empresari era precisament Jacinto Guerrero. Abans, però, va passar al Fuencarral, on va cantar Doña Francisquita d'Amadeu Vives, amb una altra companyia, la del mestre José María Tena. En aquesta companyia figurava contractat un gran tenor: Emili Vendrell i Ibars. El 23 de desembre de 1930 va participar en el Teatre Circ Price, amb la companyia de Pepe Romeu, en l'estrena d'una sarsuela, Los blasones, amb música del compositor Juan Tellería. La crítica va destacar l'encert de la seva aportació en l'estrena, tot dient que «d'un sol cop s'ha col·locat en la fila de les primeres cantants de sarsuela». En gener de 1931 arribaria una nova estrena en el Price, la de Los pelaos, amb música del compositor català Benet Morató i Maynou. L'abril el rei Alfons XIII abandonà Espanya, proclamant-se la Segona República Espanyola. El 26 d'abril Laura Nieto va cantar en l'Ateneu de Madrid en la presentació d'una obra d'Òscar Esplà anomenada Cant rural a la República Espanyola, que duia lletra del poeta Manuel Machado, interpretada per la Banda Republicana (ex Banda de Alabarderos), amb l'assistència del polític Manuel Azaña i del militar aviador comandant Ramón Franco. Es tractava de presentar un possible Himne de la República. En aquest concert es van interpretar diverses obres d'autors espanyols, acabant amb La Marsellesa i l'Himne de Riego.
Per a la temporada estiuenca de sarsuela de Madrid va ser contractada pel mestre Jacinto Guerrero, per a la seva companyia, de la que formava part com a cantant principal la valenciana Selica Pérez Carpio. El 12 de juny de 1931 van presentar al Teatre Chueca l'obra Campanela del mestre Guerrero, en l'estrena madrilenya de l'obra. Seguiria la participació en el mateix teatre en Marina d'Emilio Arrieta, i la actuació en Doña Francisquita en el Teatre Calderón. El 22 d'octubre de 1931 participà en un homenatge al primer alcalde republicà de Madrid, Pedro Rico López, al Teatre Maria Guerrero, al costat del baríton Francisco Latorre, del tenor Hipòlit Lázaro i de l'actor Luciano Ramallo, que va recitar uns poemes de Pedro Llabrés Rubio en honor del militar Ángel García Hernández, que havia encapçalat l'intent insurreccional republicà conegut com a insurrecció de Jaca, juntament amb Fermín Galán, el 12 de desembre de 1930, sent afusellats el 14 de desembre després d'un ràpid consell de guerra.
Aviat arribaria el salt de Laura Nieto a Barcelona, interpretant en el Teatre Nou el 14 de gener de 1932 l'estrena en versió castellana de l'opereta Paganini de Franz Lehár en Espanya, en la companyia de Pep Vinyes, a la qual destacava l'actriu i cantant barcelonina Enriqueta Serrano (1910-1958), que seria l'esposa del compositor basc Pablo Sorozábal, i amb direcció del compositor Pablo Luna. La premsa es va fer ressò també de la interpretació solista del violinista Eduard Bocquet en un fragment de l'opereta. De retorn a Madrid, va participar el 26 de març de 1932 en l'estrena en el Teatre Calderón d'una de les sarsueles més exitoses de tots els temps: Luisa Fernanda, amb música de Federico Moreno Torroba, fent el personatge de la duquessa Carolina, al costat de Selica Pérez Carpio (Luisa Fernanda), de Emili Sagi i Barba (Vidal) i de Faustino Arregui (Javier). Laura Nieto no va formar part de l'elenc que estrenà aquesta obra a Barcelona, el 3 de maig al Teatre Novedades, va romandre a Madrid en la companyia del Calderón interpretant al llarg de molts mesos aquesta sarsuela. Entre una i altra representació, va participar el dia 23 d'abril en un acte en benefici del Col·legi d'Orfes de Telègrafs al costat de Selica Pérez-Carpio, Emili Sagi-Barba i Faustino Arregui, cantant Doña Francisquita d'Amadeu Vives, a més d'intervenir en diversos concerts, cantant sovint les obres d'Òscar Esplà. A l'octubre es va tornar a presentar la temporada 1932-1933 del Teatre Líric Nacional, que actuava al Calderón, amb la representació de la sarsuela Curro Vargas, amb música de Ruperto Chapí. Nieto va formar part de la llista de cantants de la companyia, al costat de Margarita Cueto, Maria Espinalt, Mercè Capsir, Miguel Fleta i Hipòlit Lázaro. Com a part d'aquesta temporada, el 6 de desembre de 1932 va participar en l'estrena pòstuma de la sarsuela Talismán d'Amadeu Vives, mort quatre dies abans a Madrid mentre preparava aquesta estrena. A continuació, la companyia del Líric Nacional va emprendre una gira per províncies, amb el mestre director Federico Moreno Torroba, que els portaria en primer lloc, el febrer de 1933, a Santander, i el mateix mes a Saragossa. El mes següent van presentar Doña Francisquita al Teatre Fortuny de Reus, continuant la gira per Tarragona i València i Castelló pocs dies més tard. La companyia arribà a Alacant a finals del mes de març, on van representar diverses obres.
El maig la companyia estava de retorn a Madrid, per a la inauguració de la temporada 1933 del Líric Nacional, al Teatre Calderón, amb la interpretació de Doña Francisquita. El juny estrenava Nieto la sarsuela La carmanyola del músic Francisco Alonso. Al poc se li atorgava a Laura Nieto el prestigiós premi Lucrecia Arana, que li va lliurar el famós escultor Mariano Benlliure, vidu de l'actriu Lucrecia Arana. A la tardor es va anunciar la seva participació en la ciutat de Palència d'un seguit de representacions del Líric Nacional.
En 1933 va tornar a Almeria per casar-se, el 8 de desembre de 1933, amb el metge Rafael López García, metge titular del poble de Taberno, retirant-se provisionalment dels escenaris. Van tenir un únic fill, Rafael López Nieto, nascut el 1934. La seva veu continuaria, no obstant, sonant a les emissores de ràdio d'arreu d'Espanya. El juny de 1936 va participar un altre cop en una representació escènica, a Madrid, al Teatre Fontalba, en Doña Francisquita, amb Miguel Fleta i Cora Raga. El seu marit va ser cridat a files per l'exèrcit republicà l'octubre de 1936, per la comandància d'Alacant. Laura Nieto enviduà en algun moment durant la guerra civil espanyola, mentre residia a Madrid. En acabar la guerra, va participar al Teatre Calderón en diverses representacions de Luisa Fernanda i Monte Carmelo, de Federico Moreno Torroba, estrenada el 17 d'octubre de 1939, obra representada a Barcelona per primer cop al Teatre Tívoli, el 14 de gener de 1940, amb Nieto entre els cantants que van participar. Uns dies més tard, al mateix escenari, participava en Luisa Fernanda al costat del famós baríton Marcos Redondo. Una nova estrena en la seva carrera arribaria l'abril de 1941 al Teatre Coliseum de Madrid, amb l'obra La canción del Ebro, amb música de Jacinto Guerrero, al costat de Pau Vidal. La següent estrena seria la de l'obra Verònica del mestre Joan Dotras i Vila, el 5 de novembre de 1942 al Teatre Fuencarral de Madrid, amb Emili Vendrell i sota la direcció del compositor. El 21 de desembre de 1942 participà en un acte patriòtic, pro Divisió Blava, al Gran Teatre del Liceu de Barcelona, al costat d'una llarga llista de cantants i actors de l'època.
A partir d'aquell moment el seu nom no va aparèixer en obres escèniques ni concerts, tret d'algun cas aïllat, com ara un recital al Cercle Medina de Madrid l'abril de 1944, arran del qual el crític comentava que feia molt que Laura Nieto no es deixava escoltar a la capital. En aquest concert va cantar obres del seu germà Julio Nieto. El febrer de 1947 participà en un concert al costat del músic pianista i compositor Javier Alfonso, que presentava un seguit de composicions seves a l'Institut Francès de Valladolid.
Va acabar la seva carrera com a professora de declamació en el Conservatori de Madrid, entrant a formar part del centre l'any 1948 com a auxiliar interina de Cant. Prèviament s'havia presentat com a oposicions com a professora del mateix centre, en 1946, però s'havia retirat voluntàriament de les oposicions.

## Homenatges
En 1987, amb motiu del seu 80è aniversari, l'Ajuntament de Vélez-Rubio li va retre un homenatge i li va dedicar un carrer.